# Shin Yung-kyoo
Shin Yung-kyoo (ur. 30 marca 1942, zm. 18 marca 1996) – północnokoreański piłkarz występujący na pozycji obrońcy. Uczestnik Mistrzostw Świata 1966.

## Kariera klubowa
Podczas MŚ 1966 reprezentował barwy klubu Moranbong Pjongjang.

## Kariera reprezentacyjna
Razem z reprezentacją Korei Północnej Shin uczestniczył w Mistrzostwach Świata 1966. Rozegrał na nich wszystkie 4 spotkania.